# Austin Rivers
Austin James Rivers (Santa Monica, 1º agosto 1992) è un cestista statunitense, professionista nella NBA.

## Biografia
È figlio dell'allenatore NBA Doc Rivers.

## Carriera
Rivers annunciò di aver scelto Duke University il 30 settembre 2010, preferendola a Kansas e North Carolina. Il 28 giugno 2012 viene scelto come 10ª scelta assoluta al draft NBA 2012 dagli Hornets.
Il 27 giugno 2018, Rivers passa ai Washington Wizards in uno scambio alla pari con Marcin Gortat.
Il 24 dicembre 2018 firma un contratto fino a fine stagione con gli Houston Rockets dopo essere stato tagliato dai Phoenix Suns in seguito ad uno scambio avvenuto proprio con gli Washington Wizards.
Il 9 agosto 2020 realizza il suo massimo in carriera per punti con gli Houston Rockets mettendo a referto 41 punti in 33 minuti di gioco (oltre che 6 rimbalzi e 4 assist) contro i Sacramento Kings.
Per la stagione 2020-21 si trasferisce a Manhattan per giocare insieme ai NY Knicks.

## Statistiche

### NCAA
| Anno      | Squadra          | PG | PT | MP   | TC%  | 3P%  | TL%  | RP  | AP  | PRP | SP  | PP   |
| --------- | ---------------- | -- | -- | ---- | ---- | ---- | ---- | --- | --- | --- | --- | ---- |
| 2011-2012 | Duke Blue Devils | 34 | 33 | 33,2 | 43,3 | 36,5 | 65,8 | 3,4 | 2,1 | 1,0 | 0,0 | 15,5 |

#### Massimi in carriera
- Massimo di punti: 29 vs North Carolina-Chapel Hill (8 febbraio 2012)[5]
- Massimo di rimbalzi: 9 vs Miami (5 febbraio 2012)
- Massimo di assist: 6 vs Presbyterian (12 novembre 2011)
- Massimo di palle rubate: 3 (3 volte)
- Massimo di stoppate: 1 vs Pennsylvania (1º gennaio 2012)
- Massimo di minuti giocati: 43 vs Miami (5 febbraio 2012)

### NBA

#### Regular season
| Anno      | Squadra            | PG  | PT  | MP   | TC%  | 3P%  | TL%  | RP  | AP  | PRP | SP  | PP   |
| --------- | ------------------ | --- | --- | ---- | ---- | ---- | ---- | --- | --- | --- | --- | ---- |
| 2012-2013 | N.O. Hornets       | 61  | 26  | 23,2 | 37,2 | 32,6 | 54,6 | 1,8 | 2,1 | 0,4 | 0,1 | 6,2  |
| 2013-2014 | N.O. Pelicans      | 69  | 4   | 19,4 | 40,5 | 36,4 | 63,6 | 1,9 | 2,3 | 0,7 | 0,1 | 7,7  |
| 2014-2015 | N.O. Pelicans      | 35  | 3   | 22,1 | 38,7 | 28,0 | 74,6 | 1,9 | 2,5 | 0,5 | 0,2 | 6,8  |
| 2014-2015 | L.A. Clippers      | 41  | 2   | 19,3 | 42,7 | 30,9 | 58,2 | 2,0 | 1,7 | 0,7 | 0,2 | 7,1  |
| 2015-2016 | L.A. Clippers      | 67  | 7   | 21,9 | 43,8 | 33,5 | 68,1 | 1,9 | 1,5 | 0,7 | 0,1 | 8,9  |
| 2016-2017 | L.A. Clippers      | 74  | 29  | 27,8 | 44,2 | 37,1 | 69,1 | 2,2 | 2,8 | 0,7 | 0,1 | 12,0 |
| 2017-2018 | L.A. Clippers      | 61  | 59  | 33,7 | 42,4 | 37,8 | 64,2 | 2,4 | 4,0 | 1,2 | 0,3 | 15,1 |
| 2018-2019 | Wash. Wizards      | 29  | 2   | 23,6 | 39,2 | 31,1 | 54,3 | 2,4 | 2,0 | 0,6 | 0,3 | 7,2  |
| 2018-2019 | Houston Rockets    | 47  | 13  | 28,6 | 41,3 | 32,1 | 51,0 | 1,9 | 2,3 | 0,6 | 0,3 | 8,7  |
| 2019-2020 | Houston Rockets    | 68  | 4   | 23,4 | 42,1 | 35,6 | 70,3 | 2,6 | 1,7 | 0,7 | 0,1 | 8,8  |
| 2020-2021 | N.Y. Knicks        | 21  | 2   | 21,1 | 43,0 | 36,4 | 71,4 | 2,2 | 2,0 | 0,6 | 0,0 | 7,3  |
| 2020-2021 | Denver Nuggets     | 15  | 5   | 26,9 | 41,8 | 37,5 | 70,6 | 2,3 | 2,6 | 1,2 | 0,1 | 8,7  |
| 2021-2022 | Denver Nuggets     | 67  | 18  | 22,1 | 41,7 | 34,2 | 72,7 | 1,7 | 1,3 | 0,8 | 0,1 | 6,0  |
| 2022-2023 | Minnesota T'wolves | 52  | 10  | 19,5 | 43,5 | 35,0 | 76,9 | 1,6 | 1,4 | 0,5 | 0,1 | 4,9  |
| Carriera  | Carriera           | 707 | 184 | 23,8 | 41,9 | 34,9 | 65,3 | 2,0 | 2,1 | 0,7 | 0,2 | 8,5  |

#### Play-off
| Anno     | Squadra            | PG | PT | MP   | TC%  | 3P%  | TL%  | RP  | AP  | PRP | SP  | PP   |
| -------- | ------------------ | -- | -- | ---- | ---- | ---- | ---- | --- | --- | --- | --- | ---- |
| 2015     | L.A. Clippers      | 14 | 2  | 17,9 | 43,8 | 37,1 | 63,2 | 1,7 | 1,1 | 0,7 | 0,3 | 8,4  |
| 2016     | L.A. Clippers      | 6  | 2  | 24,0 | 42,6 | 23,5 | 66,7 | 2,7 | 2,7 | 0,5 | 0,0 | 10,3 |
| 2017     | L.A. Clippers      | 3  | 2  | 30,1 | 34,6 | 30,8 | 100  | 2,7 | 0,7 | 0,3 | 0,3 | 8,0  |
| 2019     | Houston Rockets    | 10 | 0  | 21,5 | 43,5 | 45,7 | 66,7 | 2,1 | 1,0 | 0,5 | 0,1 | 7,4  |
| 2020     | Houston Rockets    | 12 | 0  | 17,6 | 31,1 | 25,7 | 76,9 | 2,5 | 1,3 | 0,6 | 0,1 | 4,8  |
| 2021     | Denver Nuggets     | 10 | 9  | 30,5 | 43,5 | 41,3 | 81,3 | 1,7 | 2,1 | 0,2 | 0,3 | 9,2  |
| 2022     | Denver Nuggets     | 5  | 0  | 21,7 | 44,4 | 33,3 | 100  | 0,6 | 1,2 | 1,4 | 0,2 | 4,2  |
| 2023     | Minnesota T'wolves | 4  | 0  | 11,5 | 50,0 | 33,3 | -    | 1,3 | 0,3 | 0,3 | 0,0 | 2,5  |
| Carriera | Carriera           | 64 | 15 | 21,4 | 41,2 | 35,7 | 72,7 | 1,9 | 1,4 | 0,6 | 0,2 | 7,1  |

#### Massimi in carriera
- Massimo di punti: 41 vs Sacramento Kings (9 agosto 2020)[6]
- Massimo di rimbalzi: 10 vs Houston Rockets (12 aprile 2014)
- Massimo di assist: 10 vs New York Knicks (8 febbraio 2017)
- Massimo di palle rubate: 5 (2 volte)
- Massimo di stoppate: 2 (8 volte)
- Massimo di minuti giocati: 47 vs Portland Trail Blazers (1º giugno 2021)

## Palmarès
- Naismith Prep Player of the Year: 2011
- McDonald's All-American Game: 2011
- Jordan Brand High School All-American: 2011